# Scoglio d'Africa
Lo Scoglio d'Africa, detto anche Scoglio d'Affrica, Africhella o Formica di Montecristo, è un piccolo isolotto dell'Arcipelago Toscano situato in mare aperto nelle acque tra il Tirreno e il Canale di Corsica. La sua ubicazione è a ovest dell'Isola di Montecristo, a sud dell'Isola di Pianosa e a est della Corsica. Aggregato formalmente al comune di Campo nell'Elba per regio decreto nel 1927, oggi amministrativamente sembrerebbe appartenere al comune di Portoferraio, nonostante in alcune fonti ufficiali dello stato si continui a citarne Campo nell'Elba come comune di appartenenza e in Gazzetta Ufficiale non risultino informazioni riguardo alla cessione del territorio.
La sua denominazione, facente riferimento al continente africano, sta ad indicare la posizione estremamente meridionale rispetto alle altre isole dell'Arcipelago Toscano.
Per le sue dimensioni e la sua conformazione, può essere considerato a tutti gli effetti uno scoglio affiorante in un tratto di mare dai fondali più bassi, geologicamente appartenente ad una dorsale marina che, verso nord, ha originato nei suoi affioramenti superficiali anche l'Isola di Pianosa e l'Isola di Capraia.
Sulla sua piattaforma è edificato il Faro dello Scoglio d'Africa, non più in uso, che recentemente è stato affiancato da un faro più moderno.
Sono soprattutto i bassifondi circostanti questo scoglio a rivestire grande importanza naturalistica; la porzione emersa non possiede elementi di flora vascolare, né specie animali terrestri, a parte pochissimi invertebrati e occasionalmente uccelli in sosta migratoria.
Il 16 marzo 2017 si è manifestata un'emissione di metano sotto forma di colonne d'acqua alte fino a qualche metro sul livello del mare: le indagini svolte dall'INGV hanno indicato come causa l'attività di un vulcano di fango.